# Sky Brasil
SKY Serviços de Banda Larga Ltda. (conocido popularmente por el nombre Sky) es una empresa concesionaria de telecomunicaciones brasileño. Funciona con TV de pago vía satélite e Internet banda ancha. Fue fundada el 11 de noviembre de 1996. Sus transmisiones digitales son hechos por el sistema DTH (directo al hogar) por la banda Ku y la recepción se realiza a través de una mini antena parabólica y un decodificador digital y sus funciones dependen de una tarjeta de acceso.
Sky lanzó en febrero de 2017 el satélite Sky Brasil-1, para ampliar su número de canales y ser líder en  HD.
En 2015, la compañía norteamericana AT&T compró DirecTV por US$ 48.5 mil millones, tomando el control del operador en Brasil. En 2021 el Grupo Werthein adquirió Vrio Corp., incluyendo Sky Brasil.
A julio de 2023, Sky Brasil es la segunda proveedora de televisión paga con 3,7 millones (32%).

## Historia

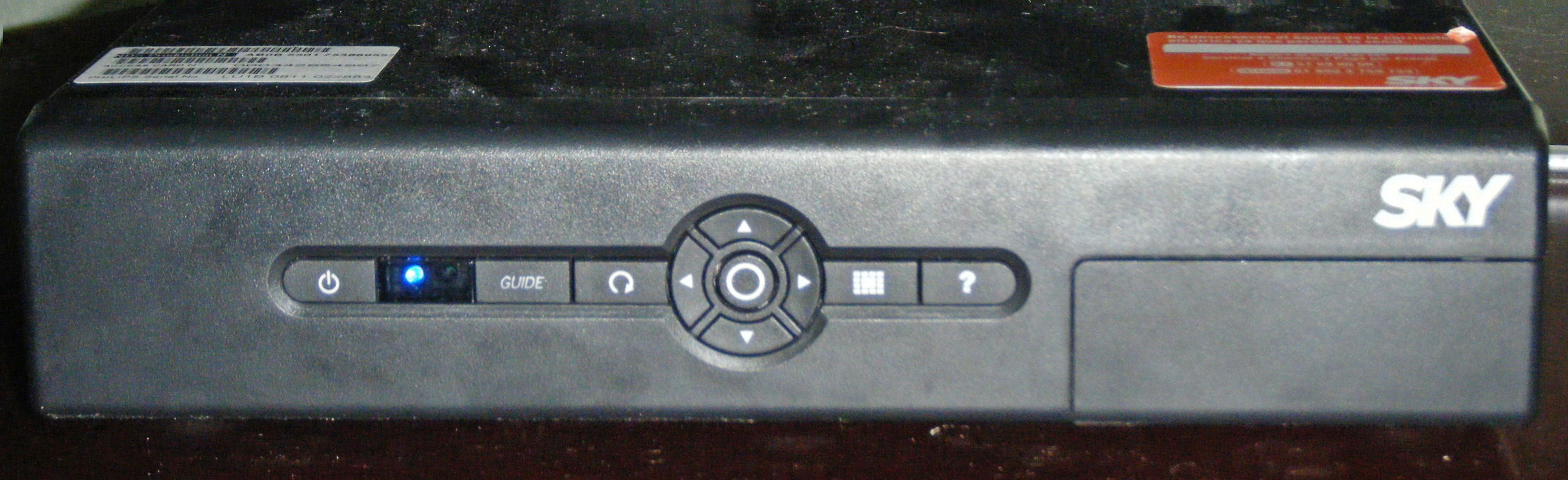
Decodificador Básico de SKY (No DVR).

SKY fue lanzado en Brasil en 1996, siendo propiedad de British SKY Broadcasting, Liberty Media y Valorem. 
En 1999 inició sus intentos de expansión hacia Argentina como socio a Telecom Argentina y finalmente en noviembre de  2000 invirtió $120.000.000. No obstante reclutar 50.000 usuarios, especialmente en zonas rurales, la compañía la fuerte crisis de 2001 provocó su retirada el 10 de julio de 2002.
En Brasil, DirecTV y SKY se fusionaron (al igual que en México), quedando en un principio con el nombre de SKY+DirecTV, posteriormente pasó a llamarse simplemente SKY. Sus competidores son Claro TV, Vivo TV, Oi TV, y Nossa TV.
SKY lanzó su servicio de HDTV el 28 de abril de 2009, junto con un cambio en los colores de la interfaz de los descodificadores (azul y amarillo para el rojo y gris). La compañía ha adaptado la clasificación de las sugerencias del Ministerio de Justicia de Brasil, y cambiar los iconos indicativos de los tipos de programación.
El 6 de agosto de 2009 iniciado, pues, ofrecer a sus abonados el receptor de HD cielo abierto canales, un "módulo" que, cuando está conectado al receptor de HDTV SKY, permite el acceso a la televisión digital (donde estén disponibles) que conecta una antena de UHF al módulo